# Psolus agulhasicus
Psolus agulhasicus is een zeekomkommer uit de familie Psolidae.
De wetenschappelijke naam van de soort werd in 1935 gepubliceerd door Hubert Ludwig & Svend Geisler Heding.